# Hemerodromia serpa
Hemerodromia serpa är en tvåvingeart som beskrevs av Smith 1965. Hemerodromia serpa ingår i släktet Hemerodromia och familjen dansflugor.
Artens utbredningsområde är Nepal. Inga underarter finns listade i Catalogue of Life.